# Seattle Asian Art Museum

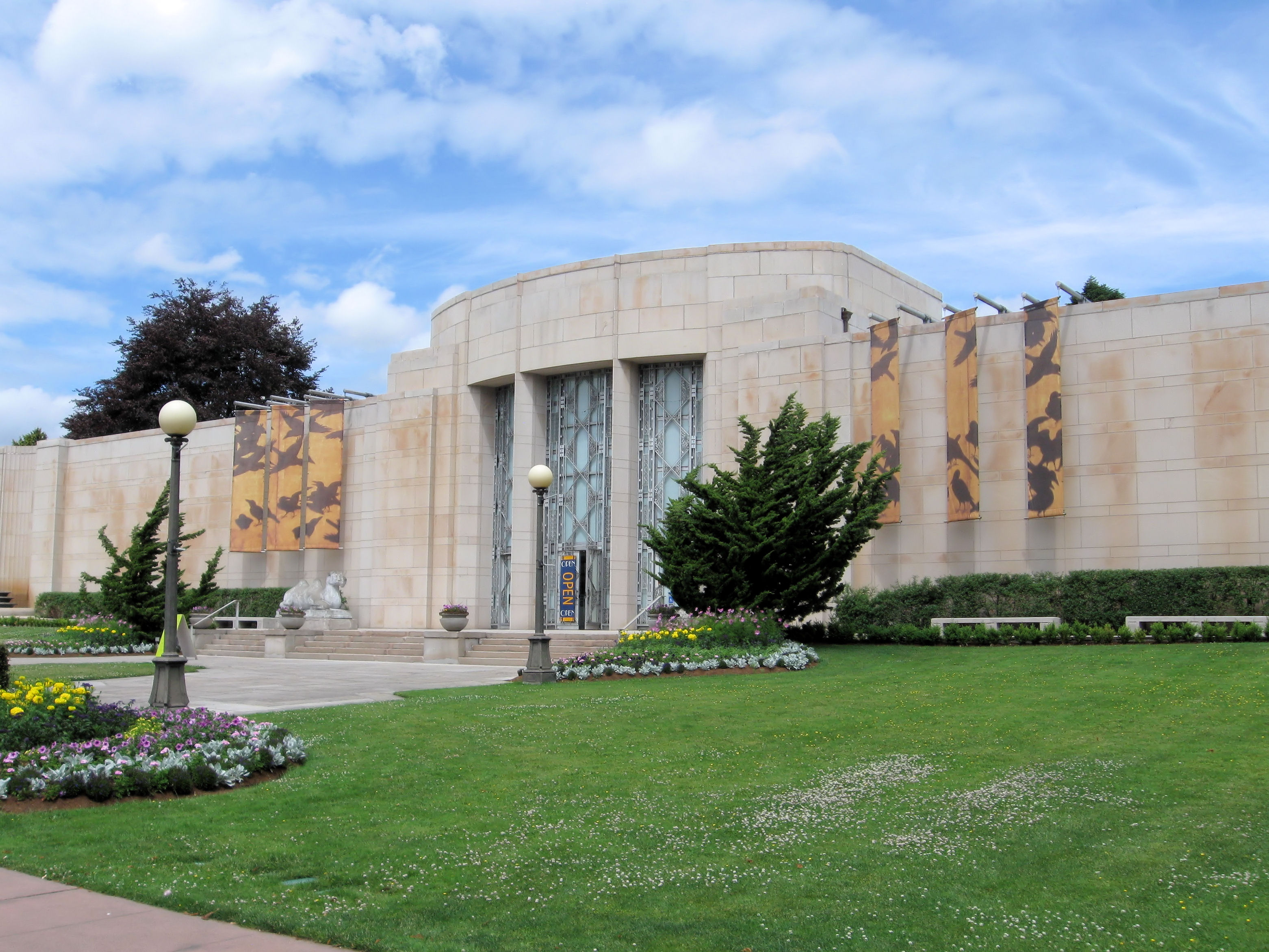
Seattle Asian Art Museum

Het Seattle Asian Art Museum is een museum met Aziatische kunst gelegen in het Volunteer park in Seattle, een stad in de Amerikaanse staat Washington. Het museum is onderdeel van het Seattle Art Museum, maar het hoofdgebouw van dit museum is ergens anders in de stad gevestigd. Het museum is gevestigd in een gebouw in de Streamline Design bouwstijl, dit gebouw is gebouwd in 1933 en oorspronkelijk was de hoofdcollectie van het Seattle Art Museum in dit gebouw gevestigd. In 1991 werd de hoofdcollectie van het Seattle Art Museum verplaatst naar een gebouw elders in de stad, waarna het Seattle Asian Art Museum werd opgericht en in het voormalig Seattle Art Museum gebouw werd gevestigd.